# 777 - The Desanctification
777 - The Desanctification è il nono album in studio del gruppo musicale Blut Aus Nord, pubblicato il 2011 dalla Debemur Morti Productions.

## Tracce
1. "Epitome VII" - 8:28
2. "Epitome VIII" - 6:27
3. "Epitome IX" - 2:07
4. "Epitome X" - 7:22
5. "Epitome XI" - 06:15
6. "Epitome XII" - 5:57
7. "Epitome XIII" - 7:08

## Formazione
- Vindsval - voce, strumenti